# MKS Orzeł Międzyrzecz AZS-AWF
MKS Orzeł Międzyrzecz AZS-AWF (pełna nazwa Międzyrzecki Klub Siatkarski Orzeł Międzyrzecz AZS-AWF) – polski męski klub siatkarski (jednosekcyjny) z siedzibą w Międzyrzeczu, działający w formie stowarzyszenia kultury fizycznej, utworzony 19 grudnia 1994 roku na skutek wydzielenia sekcji piłki siatkowej mężczyzn z wielosekcyjnego Międzyzakładowego Ludowego Klubu Sportowego Orzeł Międzyrzecz (w ramach którego funkcjonowała z przerwami od 1963) i połączenia jej z Międzyszkolnym Klubem Siatkarskim Piast Międzyrzecz. Z powodu problemów finansowych klub rozwiązano 1 stycznia 2011 roku.

## Historia

### Czasy pionierskie
W piłkę siatkową w Międzyrzeczu zaczęto regularnie grywać w 1949, gdy - z inicjatywy Jana Kocaja - doszło do wybudowania do Obrzycach (wschodniej części miasta) pierwszego boiska dla potrzeb tej dyscypliny. Trzy lata później przy tamtejszym szpitalu utworzono pierwszy męski zespół siatkarski w "grodzie nad Obrą", który od razu przystąpił do zmagań o Puchar CRZZ. W 1955 nadano mu nazwę KS Zdrowie, a dzięki wywalczeniu - w tym samym czasie - Pucharu CRZZ na szczeblu województwa zielonogórskiego, został on zgłoszony do rozgrywek ligowych (klasy A). Z niezłymi wynikami występował na szczeblu regionalnym (klasa A i liga okręgowa) do 1959, gdy z przyczyn finansowych został rozwiązany. Rok później powstała w Obrzycach - TKKF Astoria, której skład w większości stanowili byli zawodnicy "Zdrowia". Niemal od razu stała się ona czołową drużyną w zachodniej Polsce, toteż w 1963 została wcielona do wielosekcyjnego Międzyzakładowego Ludowego Klubu Sportowego Orzeł Międzyrzecz, stanowiąc jedną z jego sekcji sportowych (sekcję piłki siatkowej mężczyzn). Z powodów finansowych zlikwidowano ją w 1968, jednak już dwa lata później została ona reaktywowana (również w ramach MLKS Orzeł). Funkcjonowała ona do 1975, będąc w sezonie 1974/1975 o krok od awansu do II ligi. To właśnie w czasie jej działalności siatkówka stała się w Międzyrzeczu dyscypliną niezwykle popularną, ustępując jedynie piłce nożnej.

### Sztandarowa sekcja
Na ponowną reaktywację męskiego zespołu siatkarskiego przyszło w "grodzie nad Obrą" czekać ponad dekadę. W międzyczasie tworzono jednak typowo amatorskie ekipy (najczęściej przy zakładach pracy), które grywały towarzysko w okolicznościowych spotkaniach, bądź turniejach, organizowanych na terenie województwa gorzowskiego. To właśnie ich członkowie z Tadeuszem Wolniewiczem na czele postanowili w 1986 założyć zespół, który następnie - po raz kolejny - przeszedł pod protektorat MLKS Orzeł, dając osiem lat później początek jednosekcyjnemu klubowi siatkarskiemu. Z czasem sekcja stała się dumą klubu, wygrywając w sezonie 1989/1990 swoją grupę klasy międzywojewódzkiej (III ligi), a rok później wywalczając awans do II ligi i stając się tym samym pierwszą w historii miasta drużyną, występującą w rozgrywkach ligowych szczebla centralnego.

### Powstanie po rozłamie
Przemiany polityczno-społeczno-gospodarcze w Polsce po 1989 doprowadziły do stopniowego zmieniania struktury organizacyjnej rodzimych klubów sportowych. Już w 1990 - z inicjatywy Jerzego Rudnickiego - zawiązano w Międzyrzeczu Stowarzyszenie "Volleyball", które wzięło na siebie ciężar współfinansowania męskiej sekcji siatkarskiej MLKS Orzeł, chroniąc ją tym samym przed kolejną likwidacją. Do faktycznego wydzielenia tej sekcji z MLKS Orzeł (i jednoczesnej fuzji z Międzyszkolnym Klubem Siatkarskim Piast Międzyrzecz) doszło 19 grudnia 1994. Tego dnia odbyło się zgromadzenie założycielskie nowego klubu (jednosekcyjnego), podczas którego przyjęto jego statut, wybierając jednocześnie władze z Romanem Turowskim, jako Prezesem Zarządu. 19 stycznia 1995 podmiot ów został zarejestrowany w gorzowskim Urzędzie Wojewódzkim. W listopadzie 1997 MKS Orzeł rozpoczął - trwającą do dziś - współpracę z IWF w Gorzowie Wlkp. (oddziałem poznańskiej AWF). Zmianie uległa, więc nazwa klubu. Do kolejnej doszło trzy lata później (21 grudnia 2000) - po podpisaniu umowy z firmą gazowniczą Media Odra Warta Sp. z o.o. na współfinansowanie (obowiązywała ona do 31 grudnia 2007). W sezonie 2003/2004 drużyna prowadzona przez Nikołaja Mariaskina triumfowała w swojej grupie II ligi (2 miejsce w końcowej tabeli po fazie zasadniczej, a następnie zwycięska tura play-off po 3:0 w półfinale nad Morzem Bałtyk Szczecin oraz 3:0 w finale nad Politechniką Poznań) i uzyskała historyczny awans na zaplecze PLS. Pierwszy sezon w tej klasie rozgrywkowej przyniósł niespodziewany sukces w postaci 5 miejsca, choć zespołowi postawiono wyłącznie zadanie utrzymania się. Sztuka ta nie powiodła się rok później i po zajęciu przedostatniego miejsca nastąpił spadek szczebel niżej. Banicja w II lidze trwała zaledwie sezon, bowiem po nie najlepszej fazie zasadniczej (4 miejsce), nastąpiło przebudzenie w play-offach (3:0 nad AZS UZ Zielona Góra, 3:1 w półfinale nad Olimpią Sulęcin i 3:1 w finale nad GTS Gdańsk). Dało ono awans do barażów, w których międzyrzeczanie ograli 3:2 MKS MOS Będzin, uzyskując ponowną promocję do I ligi.

### Tragedia pod Gościmiem
21 marca 2008 zapisał się jako najczarniejszy dzień w historii klubu. Tego dnia około 13.40 doszło przed Gościmiem do wypadku drogowego z udziałem 4 siatkarzy Orła, w wyniku którego 2 z nich zginęło (Paweł Dziekanowski i Michał Pajor), a 2 zostało ciężko rannych (Kamil Sekuła i Patryk Wojtysiak).

### Rozwiązanie klubu
Problemy finansowe Orła zaczęły się już z początkiem sezonu 2010/2011. Przez ten czas klub powoli się rozpadał. Orzeł nie miał pieniędzy na wypłaty dla zawodników, dlatego ci odchodzili. Tuż przed rozpadem klubu Orzeł liczył zaledwie siedmiu zawodników. Klub oficjalnie rozwiązano 1 stycznia 2011.

## Sukcesy
- awans do I ligi polskiej po sezonie 2003/2004 (zwycięstwo po play-offach w swojej grupie II ligi i wygranie barażu)
- awans do I ligi polskiej po sezonie 2006/2007 (zwycięstwo po play-offach w swojej grupie II ligi i wygranie barażu)
- 4. miejsce w I lidze polskiej w sezonie 2008/2009
- 5. miejsce w I lidze polskiej w sezonie 2004/2005
- awans do ćwierćfinału Pucharu Polski w sezonie 2002/2003

## Sezon po sezonie w rozgrywkach ligowych
| Sezon     | Miejsce | Nazwa rozgrywek       | Poziom ligowy     |
| 1986/1987 | 1.      | Klasa A gorzowska     | V poziom ligowy   |
| 1987/1988 | 2.      | Liga okręgowa         | IV poziom ligowy  |
| 1988/1989 | 7.      | Liga makroregionalna  | III poziom ligowy |
| 1989/1990 | 1.      | Liga makroregionalna  | III poziom ligowy |
| 1990/1991 | 1.      | Liga makroregionalna  | IV poziom ligowy  |
| 1991/1992 | 9.      | II liga polska        | III poziom ligowy |
| 1992/1993 | 8.      | II liga polska        | III poziom ligowy |
| 1993/1994 | 6.      | II liga polska        | III poziom ligowy |
| 1994/1995 | 3.      | II liga polska        | III poziom ligowy |
| 1995/1996 | 4.      | II liga polska        | III poziom ligowy |
| 1996/1997 | 7.      | II liga polska        | III poziom ligowy |
| 1997/1998 | 4.      | II liga polska        | III poziom ligowy |
| 1998/1999 | 4.      | II liga polska        | III poziom ligowy |
| 1999/2000 | 9.      | II liga polska        | III poziom ligowy |
| 2000/2001 | 6.      | II liga polska        | III poziom ligowy |
| 2001/2002 | 1.      | II liga polska        | III poziom ligowy |
| 2002/2003 | 4.      | II liga polska        | III poziom ligowy |
| 2003/2004 | 1.      | II liga polska        | III poziom ligowy |
| 2004/2005 | 5.      | I liga polska Seria B | I poziom ligowy   |
| 2005/2006 | 14.     | I liga polska         | II poziom ligowy  |
| 2006/2007 | 1.      | II liga polska        | III poziom ligowy |
| 2007/2008 | 10.     | I liga polska         | II poziom ligowy  |
| 2008/2009 | 4.      | I liga polska         | II poziom ligowy  |
| 2009/2010 | 7.      | I liga polska         | II poziom ligowy  |
| 2010/2011 | 13.     | I liga polska         | II poziom ligowy  |

## Byli słynni zawodnicy
| - Jerzy Boguta - Tomasz Borczyński - Dariusz Chmielenko - Karol Hachuła - Radosław Maciejewicz | - Janusz Malinowski - Dawid Murek - Daniel Nahorski - Norbert Okuń - Paweł Raczyński | - Wojciech Rędziak - Tomasz Sokołowski - Jarosław Wojczuk - Mariusz Wójcik - Jerzy Zwierko |